# بازگشت یک پادشاه
بازگشت یک پادشاه: نبرد برای افغانستان (به انگلیسی: Return of a King) نام یک کتاب است که توسط ویلیام دالریمپل تاریخ‌نگار اسکاتلندی نوشته و در سال ۲۰۱۲ منتشر شده‌است. این کتاب درباره جنگ اول افغان و انگلیس بین سال‌های ۱۸۳۹ تا ۱۸۴۲ است.